# Alex Alves de Lima
Alex Alves de Lima, mais conhecido como Alex Alves (Araçatuba, 8 de novembro de 1986), é um futebolista brasileiro que atua como goleiro. Atualmente, defende o São Bernardo.

## Carreira

### Antecedentes
Nascido em Araçatuba, São Paulo, Alex Alves teve uma curta passagem nas categorias de base do Ituano. Porém sua carreira profissional começou no Sertãozinho, ele passou dois anos no Sertãozinho antes de sair para o Atlético Goianiense. Após uma curta passagem pelo referido clube, foi transferido ao Santa Cruz-RS. Ele ficou no time do interior gaúcho antes de retornar ao interior paulista, desta vez para o Mogi Mirim.
Após um tempo no Mogi Mirim, foi emprestado para o clube português Trofense, onde fez 13 jogos em todas as competições naquela que foi a sua primeira passagem fora do Brasil antes de regressar ao seu clube de origem. Onde também, no mesmo ano, foi emprestado ao Marília.

### ABC
Em 10 de agosto de 2011, foi oficializada a contratação por empréstimo de Alex Alves ao ABC até o final da temporada. Mas acabou não realizando nenhuma partida oficial pelo clube.

### Retorno ao Mogi Mirim
Após uma curta passagem pelo ABC, Alex Alves retornou ao Mogi Mirim. No começo da temporada, era reserva, mas voltou à titularidade na Série D de 2012. Fazendo sua reestreia em 29 de julho, em
uma vitória em casa por 3 a 1 sobre o Concórdia. Alex Alves foi decisivo no acesso da equipe à Série C de 2013, sendo titular absoluto na Série D de 2012 com o treinador Guto Ferreira.
Na sua segunda passagem pelo Mogi Mirim, fez 30 partidas.

### Santa Cruz
Em 27 de junho de 2014, Alex Alves foi contratado pelo Santa Cruz. Mas acabou sendo reserva de Tiago Cardoso e não jogou nenhuma partida.

### São Bento
Em 8 de dezembro de 2014, Alex Alves foi oficializado pelo São Bento.

### XV de Piracicaba
Após uma pequena passagem no Campinense, em 3 de novembro de 2015, Alex Alves acertou seu contrato com o XV de Piracicaba. Porém, o goleiro ficou oito jogos no banco de reservas e não disputou nenhuma partida. Em 12 de abril, foi oficializada a sua saída do clube.

### Grêmio Prudente
Em 20 de julho de 2016, Alex Alves foi oficializado pelo Grêmio Prudente. Alex teve um papel muito importante para a equipe naquela temporada, aonde foi decisivo em diversas partidas.

### Altos
Em 12 de dezembro de 2016, Alex Alves foi apresentado ao Altos. Sua estreia pelo clube aconteceu em 26 de janeiro de 2017, em um empate fora de casa por 1 a 1 com o Moto Club, pela Copa do Nordeste de 2017. Na mesma competição, teve grande destaque pela equipe piauiense. Pelo clube, disputou apenas 8 jogos.

### Sampaio Corrêa
Em 27 de fevereiro de 2017, à pedido do técnico Francisco Diá, foi anunciada a contratação de Alex Alves ao Sampaio Corrêa. Estreando pelo clube em 19 de março, entrando em um empate for 1 a 1 com a Imperatriz, pelo Campeonato Maranhense de 2017. Na mesma temporada, foi titular absoluto no acesso à segunda divisão na Série C de 2017.
Pelo Sampaio Corrêa, fez 32 partidas.

### Red Bull Bragantino
Após ficar fora dos planos do Sampaio Corrêa, em 14 de dezembro de 2017, Alex Alves foi oficializado pelo Bragantino. Estreou pelo clube em 18 de janeiro de 2018, em uma vitória em casa por 2 a 0 sobre o Botafogo-SP, pelo Campeonato Paulista de 2018. Em 4 de setembro, sendo titular absoluto no gol da equipe, Alex Alves renovou seu contrato até 2020.
Foi um dos remanescentes da equipe original do Bragantino após se fundir com o Red Bull Brasil para posteriormente ser conhecido como Red Bull Bragantino, inclusive participando da equipe que foi campeã da Série B de 2019. Pela equipe, fez 57 partidas.

### Náutico
Fora dos planos do Red Bull Bragantino, em 20 de fevereiro de 2021, foi oficializada a contratação de Alex Alves ao Náutico.

### São Bernardo
O experiente goleiro foi apresentado pelo clube paulista no início de 2022 para jogar inicialmente apenas o Paulistão.

#### Recorde no Campeonato Brasileiro
Atuando pelo São Bernardo na Série D de 2022, Alex Alves, conseguiu o recorde de não ser vazado em 12 jogos, totalizando 1195 minutos, se tornando o goleiro a ficar mais tempo sem tomar gols na história do Campeonato Brasileiro. Até então, sua última partida na qual foi vazado, foi no dia 22 de março, em partida contra o São Paulo, válida pelo Campeonato Paulista. Na partida, o clube do ABC Paulista sofreu uma goleada de 4 a 1, sendo eliminado da competição. A sua sequência pendurou por mais de 3 meses, tendo sua sequência quebrada no dia 9 de julho, em partida contra o Paraná, em São Bernardo do Campo, terminado com um empate de 1 a 1. No ranking mundial, Alex Alves, ocupa a 11ª colocação, ficando na frente goleiros como Dino Zoff, Rogério Ceni e Emerson Leão.

## Títulos
Atlético Goianiense
- Campeonato Brasileiro - Série C: 2008

Mogi Mirim
- Campeonato Paulista do Interior: 2012

Sampaio Corrêa
- Campeonato Maranhense: 2017

Red Bull Bragantino
- Campeonato Brasileiro - Série B: 2019
- Campeonato Paulista do Interior: 2020

Náutico
- Campeonato Pernambucano: 2021

São Bernardo
- Taça Independência: 2023